# Рути, Екатерина
Екатери́на Ру́ти (греч. Αἰκατερίνα Ρούτη; 1901, Мандра — 15 ноября 1927, Афины, Греция) — православная греческая новомученица.

## Жизнеописание
Екатерина была замужем и имела двоих детей.
9 ноября 1927 года при храме Святых Архангелов в Мандре во время ночной службы женщина была смертельно ранена. Причиной ранения стала стрельба полицейских. Прихожанка закрыла своим телом священника Христофора Псаллидаса, которому и предназначались пули.
Скончалась новомученица в «Эвангелизмос» в Афинах 15 ноября 1927 года. Похоронена в Свято-Введенском монастыре, где её глава находится в качестве реликвии.

## Память
День памяти: воскресенье Всех святых.